# Helsinki-Klasse
Die vier Flugkörperschnellboote der Helsinki-Klasse (finnish: Helsinki-luokan ohjusvene) sind Einheiten der finnischen Marine. Die Klasse wurde bezeichnet nach dem ersten in Dienst gestellten Boot, das den Namen der finnischen Hauptstadt trägt.
Die Helsinki-Klasse wurde aus der Tuima-Klasse entwickelt, welches die finnische Klassenbezeichnung für ihre Boote der sowjetischen Osa-II-Klasse war. Die Nachfolgeklasse ist die Rauma-Klasse.
Zwei der Boote wurden 2002 außer Dienst gestellt. Ein Boot war noch 2005 und das Letzte bis 2007 im Dienst. Diese beiden letzten Boote wurden an die kroatische Marine abgegeben, wo sie seit 2008 wieder im Dienst stehen.

## Boote
| Name             | Kennung          | Werft            | Indienststellung  | Heimathafen      | Status                          |
| Finnische Marine | Finnische Marine | Finnische Marine | Finnische Marine  | Finnische Marine | Finnische Marine                |
| ---------------- | ---------------- | ---------------- | ----------------- | ---------------- | ------------------------------- |
| Helsinki         | 60               | Wärtsilä         | 1. September 1981 | Pansio           | 2002 stillgelegt                |
| Turku            | 61               | Wärtsilä         | 3. Juni 1985      | Pansio           | 2002 stillgelegt                |
| Oulu             | 62               | Wärtsilä         | 1. Oktober 1985   | Pansio           | Kroatische Marine HRM Vukovar   |
| Kotka            | 63               | Wärtsilä         | 16. Juni 1986     | Pansio           | Kroatische Marine HRM Dubrovnik |

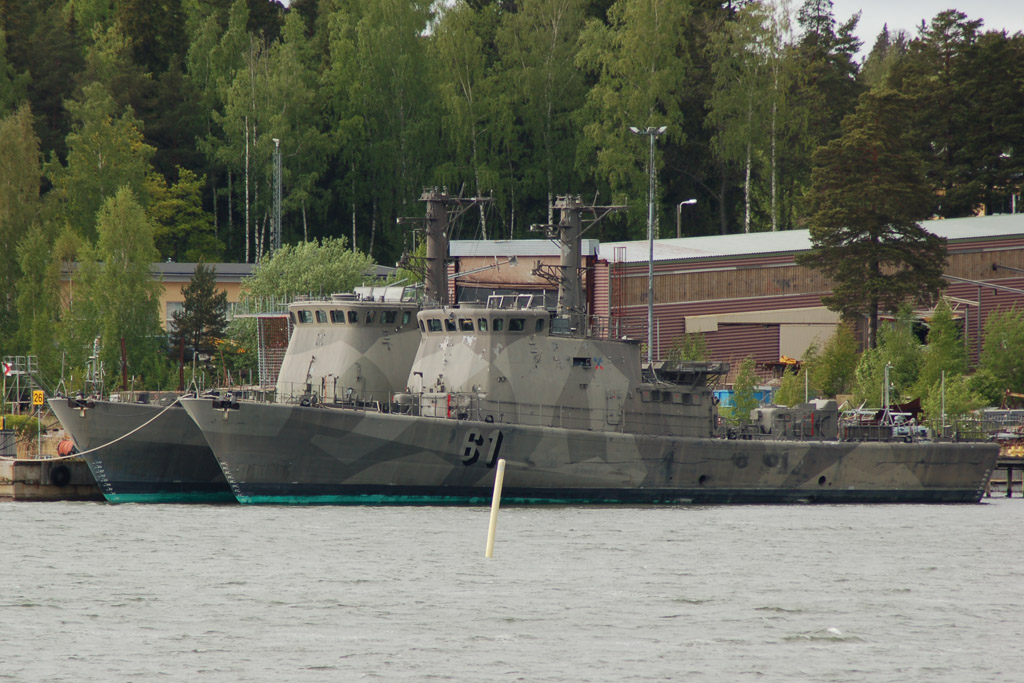
Zwei stillgelegte und entwaffnete Boote
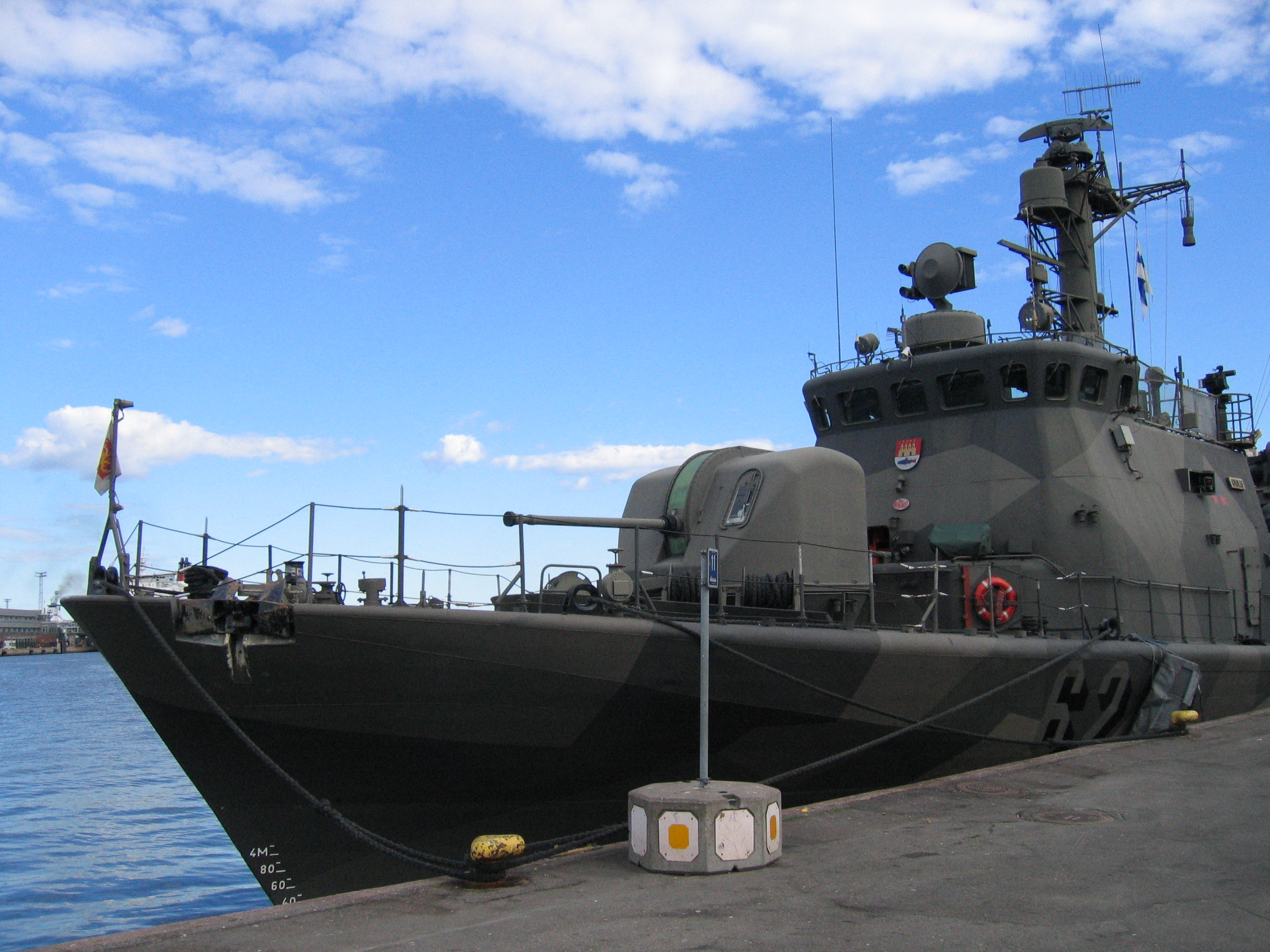
Buggeschütz der FNS Oulu